# Estimador de Newey-West
El estimador de Newey-West se utiliza en las estadísticas y en econometría para proporcionar una estimación de la matriz de covarianza de los parámetros de un modelo de regresión cuando este modelo se aplica en situaciones en las que no son válidas las suposiciones estándar del análisis de regresión. Fue ideado por Whitney K. Newey y Kenneth D. West en 1987, aunque existen variantes posteriores. El estimador se utiliza para tratar de superar autocorrelación, o correlación , y heteroscedasticidad en los términos de error en los modelos. Esto a menudo se utiliza para corregir los efectos de la correlación de los términos de error en las regresiones aplicadas a las series temporales de datos.
El problema en la autocorrelación, a menudo se encuentran en los datos de series de tiempo, es que los términos de error están correlacionadas con el tiempo. Esto se puede demostrar en {\displaystyle Q*}, Una matriz de sumas de cuadrados y productos cruzados que implica {\displaystyle \sigma _{(ij)}} y las filas de {\displaystyle X}. El estimador de mínimos cuadrados {\displaystyle b} es una constante estimador de {\displaystyle \beta }. Esto implica que los mínimos cuadrados residuales {\displaystyle e_{i}} son las "punto-sabios" estimadores consistentes de sus homólogos de población {\displaystyle E_{i}}. El enfoque general, a continuación, será el uso de {\displaystyle X} y {\displaystyle e} diseñar un estimador de {\displaystyle Q*}. Lo que esto significa es que a medida que el tiempo entre los términos de error aumenta, la correlación entre los términos de error disminuye. El estimador por lo tanto se puede utilizar para mejorar los mínimos cuadrados ordinarios (MCO) de regresión cuando las variables tienen heterocedasticidad o autocorrelación. 
{\displaystyle Q^{*}={\frac {1}{T}}\sum _{t=1}^{T}e_{t}^{2}x_{t}x'_{t}+{\frac {1}{T}}\sum _{\ell =1}^{L}\sum _{t=\ell +1}^{T}w_{\ell }e_{t}e_{t-\ell }(x_{t}x'_{t-\ell }+x_{t-\ell }x'_{t})}
{\displaystyle w_{\ell }=1-{\frac {\ell }{L+1}}}
{\displaystyle w_{\ell }} se puede considerar como el `peso'. Las perturbaciones que están más lejos entre sí tienen menos peso, mientras que las que tienen los mismos subíndices tienen un peso de 1. Esto asegura que el segundo término converge (en algún sentido apropiado) a la matriz finita.